# Eventyrteatret
 Der er for få eller ingen kildehenvisninger i dette afsnit, hvilket er et problem. Du kan hjælpe ved at angive troværdige kilder til de påstande, som fremføres.

Eventyrteatret er et dansk musicalteater, hvor børn og unge med særligt talent for sang, dans og skuespil spiller familieforestillinger på et professionelt niveau.
Hvert år opfører Eventyrteatret nye danske musicals i blandt andet Tivolis Glassal samt Cirkusrevyeens Telt på Bakken.
De medvirkende i forestillingerne er børn og unge mellem 7 og 19 år, som udvikler deres talent på Eventyrteatret Dramaskole i Søborg, nord for København. Her undervises 300 børn og unge fra januar til april i sang, dans, drama, sværdkampsteknik, sminke m.m.. Ved en audition i april udtages ca. 100 elever til at medvirke i årets forestillinger og shows, og der er optagelsesprøve til dramaskolen én gang årligt, sidst i oktober.
Foruden de årlige musicals medvirker Eventyrteatrets børn og unge i shows i storcentre og forlystelsesparker samt ved forskellige events i virksomheder. Eventyrteatret hjælper også castingbureauer med at finde talentfulde børn og unge til reklamefilm, tv- og radioudsendelser og især dubbing af tegnefilm.
I 2024 blev Eventyrteatret kåret som "Årets Musicalteater" ved den årlige Børn i byen pris. Kåringen sker på baggrund af stemmer fra Børn i byens brugere. Desuden blev Eventyrteatret i 2023 kåret som "Årets Børneteater" ved Børn i byen prisen. Det var i 2023 tiende gang, at Eventyrteatret blev kåret som "Årets Børneteater". Eventyrteatret har ligeledes modtaget priserne som "Byens bedste familieoplevelse" af Berlingske AOK i 2015, samt "Byens bedste for børn" af Berlingske AOK i 2015.

## Historie
Der er for få eller ingen kildehenvisninger i dette afsnit, hvilket er et problem. Du kan hjælpe ved at angive troværdige kilder til de påstande, som fremføres.

Teatrets nuværende direktør, Susanne Vognstrup, grundlagde i 1991 ideen om Eventyrteatret, som et sted, hvor talentfulde børn og unge kan udvikle deres talent inden for sang, dans og skuespil i trygge og professionelle omgivelser og opføre eventyrmusicals for børnefamilier. Efter et indslag i TV-avisen i 1992 meldte næsten tusind børn og unge sig til en audition for teatrets første forestilling ”Snehvide” på Amager Scenen.
Frem til 1996 øvede Eventyrteatret på N. Zahles Skole i København, indtil teatret i august 1996 fik egne lokaler på Spontinisvej ved Valbyparken i København SV. I 2007 flyttede man til den nuværende adresse på Østmarken i Søborg, som både huser Eventyrteatrets administration samt tre øvelokaler og Den Eventyrlige Systue.
Siden 1992 har Eventyrteatret spillet mere end 60 nye danske familiemusicals. De første fem år spillede teatrets forestillinger på Amager Scenen i København. I 1997 flyttede Eventyrteatret deres hovedforestilling til den større scene i Det Ny Teater, som man samarbejde med indtil 2000, hvor Eventyrteatret begyndte et samarbejde med Tivoli om at spille forestillinger i Glassalen.
Eventyrteatrets 10-års jubilæum i 2001 blev markeret i Cirkusbygningen med musicalen ”Snedronningen”. Med over 100 medvirkende, 500 kostumer, live orkester samt 28.000 publikummer blev ”Snedronningen” den største produktion hidtil.
Med hjælp fra erhvervsmanden og fodboldlegenden Harald Nielsen etablerede teatret i 2013 Den Eventyrlige Sponsorklub, hvor ca. 50 virksomheder og enkeltpersoner støtter Eventyrteatret. Eventyrteatret kan ikke modtage offentlig støtte grundet teaterloven (fordi børn og unge pr. definition ikke anses som ”professionelle”) eller fra folkeoplysningsloven (fordi både teatrets dramaskole og forestillinger kræver optagelsesprøve og dermed ikke er åben for alle).
Tidligere eventyrbarn og musicalperformer, Silas Holst, tiltrådte i 2025 som kunstnerisk leder på Eventyrteatret.

## Dramaskolen
På Eventyrteatrets Dramaskole modtager ca. 300 elever i alderen 7-19 år undervisning i alt fra drama, dans og sang til sminke og stagefight. Alle elever bliver inddelt i hold efter alder, og gennemgår et intensivt 12-ugers undervisningsforløb fra januar til april, hvor de modtager undervisning én gang om ugen af professionelle scenekunstnere. Hvert efterår afholder Eventyrteatrets Dramaskole en optagelsesprøve, hvor børn og unge har mulighed for at søge ind på dramaskolen det efterfølgende år. De medvirkende i Eventyrteatrets musicals bliver udvalgt blandt eleverne på dramaskolen ved en udtagelsesprøve i foråret.

## Forestillinger
- 1992 Snehvide, Amager Scenen[5]
- 1993 Jorden Rundt I 80 Minutter, Cirkusrevyen[6]
- 1993 Klods Hans, Amager Scenen[7]
- 1993 Jul I Eventyrland, Amager Centret
- 1994 Sjov i BonBon-Land, BonBon-Land[6]
- 1994 Tornerose, Amager Scenen[8]
- 1994 Julefeens Bedste Gave, Amager Centret
- 1995 Fyrtøjet, Amager Scenen[9]
- 1995 Mandelgavefabrikken, Amager Centret
- 1996 Askepot, Amager Scenen[10]
- 1996 Det Gode Skib Julestjernen, Amager Centret
- 1997 Svinedrengen, Det Ny Teater[11]
- 1997 Kalendergaven, City 2
- 1998 Hans Og Grethe, Det Ny Teater[12]
- 1998 Jul I Hjertet, City 2
- 1999 Prinsessen På Ærten, Det Ny Teater[13]
- 1999 De Magiske Julestjerner, City 2
- 2000 Rødhætte, Det Ny Teater[14]
- 2000 En Eventyrlig Jul, Glassalen[15]
- 2001 Snedronningen, Cirkusbygningen[16]
- 2001 Postnisser På Mærkerne, Amager Centret
- 2001 Hjælp Det Er Jul, Glassalen[17]
- 2002 Kejserens Nye Klæder, Glassalen[18]
- 2002 Juleønsket, Glassalen[19]
- 2003 Hyrdinden Og Skorstensfejeren, Glassalen[20]
- 2003 Nissegys, Glassalen[21]
- 2004 Nattergalen, Glassalen[22]
- 2004 Nisser I Nød, Glassalen[23]
- 2005 Den Grimme Ælling, Glassalen[24]
- 2005 Et Nisseeventyr, Glassalen[25]
- 2006 Elverhøj, Glassalen[26]
- 2006 Nissemysteriet, Glassalen[27]
- 2007 Østen For Solen Og Vesten For Månen, Glassalen[28]
- 2007 I Julemandens Tjeneste, Glassalen[29]
- 2008 Den Bestøvlede Kat, Glassalen[30]
- 2008 Gran, Gys og Genfærd, Glassalen[31]
- 2009 1001 Nats Eventyr, Glassalen[32]
- 2009 Rock Og Jul, Glassalen[33]
- 2010 Sværdet I Stenen, Glassalen[34]
- 2010 High Jul Musical, Glassalen[35]
- 2011 Herkules, Glassalen – 20 års jubilæumsforestilling[36]
- 2011 En Skærnissenats Drøm, Glassalen[37]
- 2012 Valhal, Glassalen[38]
- 2012 Et juleeventyr, Glassalen[39]
- 2013 El Dorado – Jagten på den gyldne by, Glassalen[40]
- 2013 Julemandens Lærling, Glassalen[41]
- 2014 De Vises Sten, Glassalen[42]
- 2014 Julens Vogtere, Glassalen[43]
- 2015 Fugl Fønix, Glassalen[44]
- 2015 Stjernedrys Og Nissekys, Glassalen[45]
- 2016 Nilens Stjerne, Glassalen[46]
- 2016 Et Juleeventyr, Glassalen[47]
- 2017 Kongen Og Tiggertøsen, Glassalen[48]
- 2017 Julehjertet, Glassalen[49]
- 2018 Den Magiske Maske, Glassalen[50]
- 2018 Julekortet, Glassalen[51]
- 2019 Skovens Dronning, Glassalen[52]
- 2019 Nissepatruljen, Glassalen[53]
- 2021 Robin Hood, Glassalen[54]
- 2021 Det Magiske Julebånd, Glassalen[55]
- 2022 Rapunzel, Glassalen
- 2022 Nissen uden Navn, Glassalen
- 2023 Peter Pan, Glassalen
- 2023 Et Juleeventyr, Glassalen
- 2024 Pinocchio, Glassalen

## Tidligere elever
- Sebastian Hansen, skuespiller
- Cecilie Stenspil, skuespiller
- Julie Lund, musicalperformer
- Marie Dalsgaard, skuespiller
- Mikkel Reenberg, skuespiller
- Simon Stenspil, skuespiller
- Tim Terry, skuespiller
- Rikke Lyllof, skuespiller
- Silas Holst, skuespiller
- Michael Slebsager, skuespiller
- Allan Hyde, skuespiller/manuskriptforfatter
- Nanna Rossen, musicalperformer
- Amalie Dollerup, skuespiller
- Clara Rugaard-Larsen, skuespiller
- Alex Høgh Andersen, skuespiller
- Stefan Hjort, sanger